# Joe Cocker's Greatest Hits
Joe Cocker's Greatest Hits es un álbum recopilatorio del músico británico Joe Cocker, publicado por la compañía discográfica A&M Records en noviembre de 1977. Aunque no entró en la lista estadounidense Billboard 200, llegó al puesto dos en la lista de discos más vendidos en Nueva Zelanda.

## Lista de canciones
1. "With a Little Help from My Friends" (John Lennon, Paul McCartney) - 5:02
2. "Woman to Woman" (Joe Cocker, Chris Stainton) - 4:28
3. "The Jealous Kind" (Robert Guidry) - 3:48
4. "Black-Eyed Blues" (Joe Cocker) - 4:35
5. "I Think It's Going to Rain Today" (Randy Newman) - 3:58
6. "Cry Me a River" [Live] (Arthur Hamilton) - 4:04
7. "You Are So Beautiful" (Billy Preston, Bruce Fisher) - 2:40
8. "Feelin' Alright" (Dave Mason) - 4:11
9. "Delta Lady" (Leon Russell) - 2:49
10. "Darling Be Home Soon" (John Benson Sebastian, Jr.) - 4:41
11. "High Time We Went" (Joe Cocker, Chris Stainton) - 4:27
12. "The Letter" [Live] (Wayne Carson Thompson) - 4:17